# Барбару, Шарль Жан Мари
Шарль Жан Мари́ Барбару́ (фр. Charles Jean Marie Barbaroux; 6 марта 1767, Марсель — 25 июня 1794, Бордо) — французский политический деятель, один из выдающихся жирондистов, член Конвента, депутат от департамента Буш-дю-Рон.

## Биография
Шарль Барбару родился в Марселе 6 марта 1767 года. Интересовался наукой и собрал значительную коллекцию минералов. Он был адвокатом в своём родном городе и издавал в начале революции журнал «L’Observateur marseillais», весьма много содействовавший усилению революционного движения в Марселе. По открытии Учредительного национального собрания Барбару был послан агентом от марсельцев в Париж, где он выступил против двора и впоследствии присоединился к впавшему в немилость министру Ролану.
После штурма Тюильрийского дворца 10 августа 1792 года, в котором он участвовал в качестве начальника марсельского батальона, Барбару возвратился в свой родной город, где был встречен с восторгом и вскоре после того избран депутатом в Национальный конвент 775 голосами из 776. В Конвенте он присоединился к жирондистам и был в числе тех, которые в процессе короля Людовика XVI подали голос за смертный приговор с апелляцией к народу. Так как после этого он стал противиться партии Марата и Робеспьера и последнего даже прямо обвинял в стремлении к диктатуре, то 31 мая 1793 года подвергся проскрипции как враг Республики.
Вместе с другими обвинёнными он бежал сначала в Кан, где виделся с Шарлоттой Корде и снабдил её рекомендательным письмом для поездки в Париж. После разгрома Федералистского мятежа в июле 1793 года вместе с Петионом и другими жирондистами скрывался в Нормандии, Бретани и Жиронде. И здесь сторонники террора уже успели получить перевес, и беглецам только с трудом удалось достигнуть Сент-Эмильона. Но Барбару был вынужден оставить и это убежище, 18 июня был схвачен при попытке застрелиться, но лишь ранил себя, раздробив челюсть, представлен в революционный суд в Бордо, осуждён и 25 июня 1794 года гильотинирован.

## Мемуары
«Mémoires relatifs à la Révolution» Шарля Барбару изданы Бодуэном в 1822 году.